# René Deceja
René Deceja, (Santa Rosa, 16 de abril de 1934- Montevideo, 21 de junio de 2007) fue un ciclista uruguayo.
Comenzó en el ciclismo a mediados de la década del 50 defendiendo al Club Audax de la ciudad de Trinidad, Flores.
Participó por la selección uruguaya en los Juegos Olímpicos de Melbourne 1956 y México 1968.
Logró la victoria en la Vuelta Ciclista del Uruguay en dos oportunidades (1958 y 1967).
En los Juegos Panamericanos de Chicago en 1959 obtuvo la medalla de bronce en la prueba de ruta.

## Palmarés
- 1956
  - 33.º en Juegos Olímpicos, Ruta, Broadmedows, Melbourne

- 1957
  - 3.º en Clasificación General Final Vuelta Ciclista del Uruguay(URU)

- 1958
  - 1.º en Clasificación General Final Vuelta Ciclista del Uruguay (URU)

- 1959
  -  3.º en Juegos Panamericanos, Ruta, Chicago (USA)
  - 1.º en Mil Millas Orientales

- 1960
  - 3.º en Clasificación General Final Vuelta Ciclista del Uruguay (URU)

- 1962
  - 2.º en Clasificación General Final Vuelta Ciclista del Uruguay (URU)

- 1967
  - 1.º en Clasificación General Final Vuelta Ciclista del Uruguay (URU)